# Antonio Riccardi (presbitero)
Don Antonio Riccardi (Ardesio, 30 luglio 1778 – Bergamo, 5 dicembre 1844) è stato un presbitero, saggista e educatore italiano, fondatore del ginnasio Angelo Mai di Clusone. I suoi studi sull'educazione della gioventù furono studio e ispirazione di altri educatori, tra questi don Bosco.

## Biografia

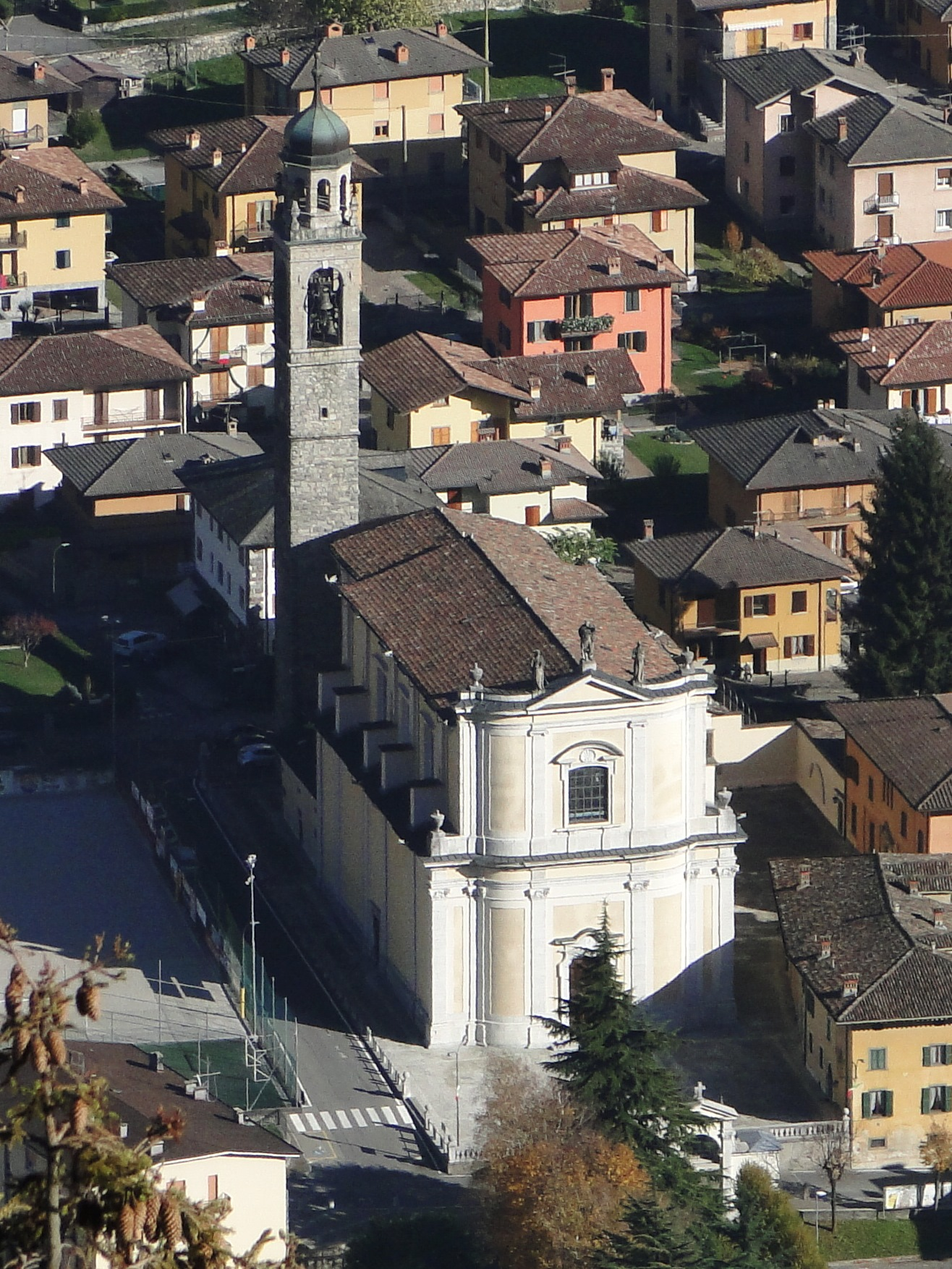
La chiesa di San Giorgio ad Ardesio

Antonio nacque nella piccola frazione di Ave di Ardesio da Domenico e Lucia Boccardi. Fin da piccolo, seguì le lezioni di catechismo di don Luigi Mozzi parroco del paese, con fatica data la distanza del territorio, lezioni però che lo portarono a scegliere la vita sacerdotale. Le sue capacità scolastiche lo fecero diventare insegnante nella scuola convitto a Vimercate, ancor prima della sua ordinazione.
Venne ordinato il 30 maggio 1801 dal vescovo Giovanni Paolo Dolfin, che gli concesse la possibilità di tornare al paese natale ad assistere la madre gravemente ammalata per un certo periodo.
Venne poi nominato parroco nella chiesa parrocchiale di Mariano al Brembo diventandone vicario e contemporaneamente insegnando nel collegio Ghidini del Santo Spirito di Bergamo. Proprio la sua caratteristica di insegnante lo portarono ad essere chiamato nel 1808 a Clusone per organizzare e dirigere il nuovo ginnasio e il collegio che stavano nascendo sul territorio. Collegio e liceo che verranno successivamente dedicate a Angelo Mai, che era compagno di seminario del Riccardi, e di cui aveva sempre avuto amicizia e stima. Il Riccardi durante gli anni d'insegnamento inserì la scuola in italiano, oltre quella canonica in latino.
A causa di una grava epidemia, lasciò l'incarico di educatore al collegio di Clusone nel 1812 e essendo senza presbitero il suo paese nativo gli fu concesso di divenirne parroco, fece così ritorno ad Ardesio, dove tornò a rieducare i giovani. 
Numerosi furono anche i suoi interventi di restauro del bene architettonico della chiesa con il rifacimento della facciata della parrocchia a due ordini con finestre, portale, sormontate da cornici in pietra locale e completandola con tre statue; ricollocò il cimitero vicino alla chiesa spostati durante il codice napoleonico.
 Ma le sue opere di aiuto, e sostegno alla comunità di Ardesio, che si trovava in grave difficoltà economica, e le sue scelte di gestione del patrimonio comunale,  sebbene furono di aiuto alla famiglie bisognose, crearono anche molta discordia tra le altre, e questo portò il sacerdote a chiedere le dimissioni che vennero a malincuore accettate il 16 ottobre 1823 dal vescovo, e che lo portarono ad allontanarsi dalla diocesi di Bergamo.
Il Riccardi non venne dimenticato, anzi venne chiamato dalla diocesi di Brescia diventando per sette anni vicario di Iseo, successivamente di Colognola, ma scegliendo anche la vita del predicatore, spostandosi continuamente nelle comunità anche oltre le province bresciana e bergamasca fino a Torino, Como, Genova, Modena, Vercelli, Novara e Cremona, dove venne conosciuto anche per i suoi scritti.
Proprio a Colognola, ebbe un grave infortunio, cadde da un'impalcatura mentre seguiva i lavori di restauro della chiesa. Durante il lungo periodo di convalescenza scrisse un testo che elencava tutti i luoghi dedicati alla devozione della Madonna. 
Ma questo e forse altri lavori causarono un'incomprensione con i suoi superiori, che ne proibirono la pubblicazione, la sua vicinanza in alcuni scritti con Félicité de Lamennais non fu gradita. Solo nel 1844 attenne l'autorizzazione a pubblicare il suo 4° volume sulla storia dei santuari mariani, e lo stesso anno venne richiamato al suo paese natale, che non lo aveva saputo apprezzare, a recitare l'omelia nel giorno che ricorda l'apparizione mariana nel santuario.
Morì la sera del 5 dicembre 1844 assistito da Pietro Luigi Speranza, futuro vescovo di Bergamo, la sua salma venne traslata nel cimitero di Colognola.
Al suo nome è intitolato l'oratorio giovanile di Ardesio e una piazza del paese.
Il 3 giugno 2017 è stata allestita una mostra ad Ardesio, nella casa del Pellegrino di fronte al santuario della Madonna delle Grazie, a cura di Mara Filisetti, dove sono esposti tutti i testi e le pubblicazioni di don Riccardi.

## Scritti e opere pubblicate
Il Riccardi fu uno scrittore proficuo, di rilevante interesse furono i suoi scritti relativi allo studio per gli educatori giovanili sui metodi formativi, studi che furono adottati anche da don Bosco. In particolare si coglie la vicinanza tra il pensiero di Riccardi con quello di Antonio Rosmini, suo coetaneo, anzi secondo il Barsaghi furono proprio le opere di Riccardi ad avvicinare don Bosco al Rosmini. Nel XIX secolo e in quello successivo importante fu il suo studio pubblicato sulla preparazione al sacerdozio che fu adottata dal seminario vescovile della diocesi di Bergamo nel testo che riportava i doveri degli ecclesiastici, in particolare il capitolo Dello studio degli ecclesiastici che indicava di prediligere lo studio a partire dalle Sacre Scritture, fino alla storia ecclesiastica prestando attenzione anche alle materie scientifiche pur com grano salis. La sua opera fu considerata rilevante, tanto che il vescovo Roberto Amadei lo indicò come parroco bergamasco, predicatore e scrittore fecondo, può essere considerato l'espressione culturale più completa dominante nella diocesi:
- Qual è la scuola del popolo?, Bergamo, Stamperia Natali, 1811.
- Dei doveri e dello spirito degli ecclesiastici, per N. Bettoni e compagni, Brescia, 1825. Il testo ebbe numerose riedizioni fino all'ultima del 1959 a cura di monsignor Giuseppe Cavagna che ebbe la prefazione del vescovo Giuseppe Piazzi[12]
- Manuale di ogni letteratura, ovvero prospetto storico, critico, biografico di tutte le letterature antiche e moderne, Milano, Gaspare Truffi, 1831.
- Dei mezzi di promuovere l'educazione religiosa in ogni classe di persone / dell'abate Antonio Riccardi prevosto di Iseo, Bergamo, Stamperia Mazzoleni, 1831.
- La pratica dei buoni studj : ad uso della gioventù studiosa, Mazzoleni, 1833.[13]
- Introduzione agli studj ecclesiastici, Bergamo, stamperia Mazzoleni, 1833.
- Della predicazione più efficace e di un istituto più atto nei nostri tempi al bene dei popoli e della Chiesa, Bergamo, Stamperia Mazzoleni, 1833.
- Alla gioventù sullo studio della filosofia, Bergamo, Stamperia Mazzoleni, 1835.
- Relazione storica di Maria Morl di Caldaro nel Tirolo, Bravetta, 1836. Il libro vide la sua pubblicazione per quattro edizioni di cui venne corretta solo l'ultima.[14]
- Le tre mirabili vergini viventi nel Tirolo: Maria Morl, Maria Domenica Lazzari, Crescenzia Nieklutsch, Milano, Bravetta, 1836, SBN VEA0188704.
- I conti fatti al progresso nel secolo decimonono, Lugano, Francesco Veladini e c., 1836.
- I flagelli di Dio : saggio storico, Tipografia Veladini, 1837.
- La providenza divina considerata nelle sue regole e nelle sue opere città Milano, Giacomo Agnelli stampatore arcivescovile, 1837.
- La fine del mondo, Milano, Giacomo Agnelli Librajo e Stampatore Arcivescovile, 1839.
- La Genesi e la geologia, Milano, Giacomo Agnelli Librajo e Stampatore Arcivescovile, 1839.
- Storia dei Santuari più celebri di Maria Santissima sparsi nel mondo cristiano, Milano, Giacomo Agnelli Librajo e Stampatore Arcivescovile, 1840.
- Storia della S. Casa di Nazzaret a Loreto, Loreto, Tipografia dei Fratelli Rossi, 1841.
- Storia apologetica della S. Casa di Nazzaret a Loreto, Bergamo, Stamperia Mazzoleni, 1842.
- Andiamo alla fede colla ragione, Bergamo, Stamperia Natali, 1842.
- I gemiti della Chiesa di Spagna, ovvero conversazioni interessanti sulle cose ecclesiastiche dei nostri tempi tra il liberale D. Diego e il frate Zamora, Imola, Ignazio Galeati, 1843.
- I prodigi della divina eucaristia dimostrati ai credenti, Lodi, Tipografia di C. Wilmant e figli, 1844.